# Halieutopsis andriashevi
Halieutopsis andriashevi är en fiskart som beskrevs av Bradbury, 1988. Halieutopsis andriashevi ingår i släktet Halieutopsis och familjen Ogcocephalidae. Inga underarter finns listade i Catalogue of Life.